# Гришин, Григорий Аркадьевич
Григо́рий Арка́дьевич Гри́шин (1903, Одесса — 1939, Киев) — деятель ГПУ/НКВД СССР, капитан государственной безопасности. Входил в состав особой тройки НКВД СССР.

## Биография
Григорий Аркадьевич Гришин родился в 1903 году в Одессе, в семье учителя пения. Еврей. В 1916 году окончил 3 класса Одесской торговой школы, после чего, в 1916—1917 годах был слушателем Общеобразовательных курсов Гефтера. Работал на суконной и табачной фабриках.
В мае-июле 1919 года мобилизован в РККА — красноармеец 45-й стрелковой дивизии. Далее ранение. После излечения снова работа на табачной фабрике в Одессе, во время присутствия в городе Добровольческой армии белых. С февраля 1920 года возвращение на службу в Красную армию — красноармеец, адъютант батальона и полка, вступление в члены РКП(б).
- 1921—1927 годы — уполномоченный Вознесенской уездной ЧК, уполномоченный по борьбе с бандитизмом Политбюро Тираспольского, Дубоссарского уезда, заместитель начальника военно-морского контрольного поста, начальник секретной части Особого отдела, уполномоченный, помощник уполномоченного Контрразведывательного Одесского губотдела ГПУ, старший контролер контрольно-пропускного пункта Одесского порта, уполномоченный Контрразведывательного отдела Одесского губотдела ГПУ при СНК Молдавской АССР, уполномоченный Секретно-оперативной части Сумского окротдела ГПУ.
- 1927—1930 годы — начальник Секретно-оперативной части Запорожского окротдела ГПУ, помощник начальника Волынского окротдела ГПУ.
- 1930—1933 годы — помощник начальника Особого отдела Днепропетровского оперативного сектора ГПУ, начальник Особого отдела ГПУ 7-го стрелкового корпуса, начальник Особого отдела Днепропетровского оперативного сектора ГПУ, начальник Особого отдела Днепропетровского облотдела ГПУ.
- 1933—1935 годы — начальник Особого отдела Одесского облотдела ГПУ, начальник Особого отдела УГБ Управления НКВД по Одесской области, заместитель начальника Управления НКВД по Одесской области.
- 1935—1937 годы — заместитель начальника Управления НКВД по Киевской области.
- март-июль 1937 года — заместитель начальника Управления НКВД по Харьковской области.
- В июне-июле 1937 года — врид начальника Управления НКВД по Одесской области. С 20 июля 1937 года — начальник Управления НКВД по Винницкой области. Этот период отмечен вхождением в состав особой тройки, созданной по приказу НКВД СССР от 30.07.1937 № 00447[2] и активным участием в сталинских репрессиях[3].

## Завершающий этап
Арестован 20 августа 1937 года. 1 июня 1939 года приговорён к ВМН Военным трибуналом войск НКВД Киевского округа. Расстрелян 2 сентября 1939 года в Киеве. Реабилитирован 8 февраля 1958 года.

## Награды
- Знак «Почётный работник ВЧК-ГПУ» (V) № 730.